# ألبرت بي. غروفز
ألبرت بي. غروفز (بالإنجليزية: Albert B. Groves) هو مهندس معماري أمريكي، (و. 1866  م).